# Bythocythere robinsoni
Bythocythere robinsoni är en kräftdjursart som beskrevs av Athersuch Horne och Whittaker 1983. Bythocythere robinsoni ingår i släktet Bythocythere och familjen Bythocytheridae. Inga underarter finns listade.